# Idaea contiguaria
Idaea contiguaria là một loài bướm đêm thuộc họ Geometridae. Nó được tìm thấy ở châu Âu.
Loài này có sải cánh dài ca. 20 mm. Con trưởng thành bay làm một đợt từ tháng 6 đến tháng 7 .

## Hình ảnh

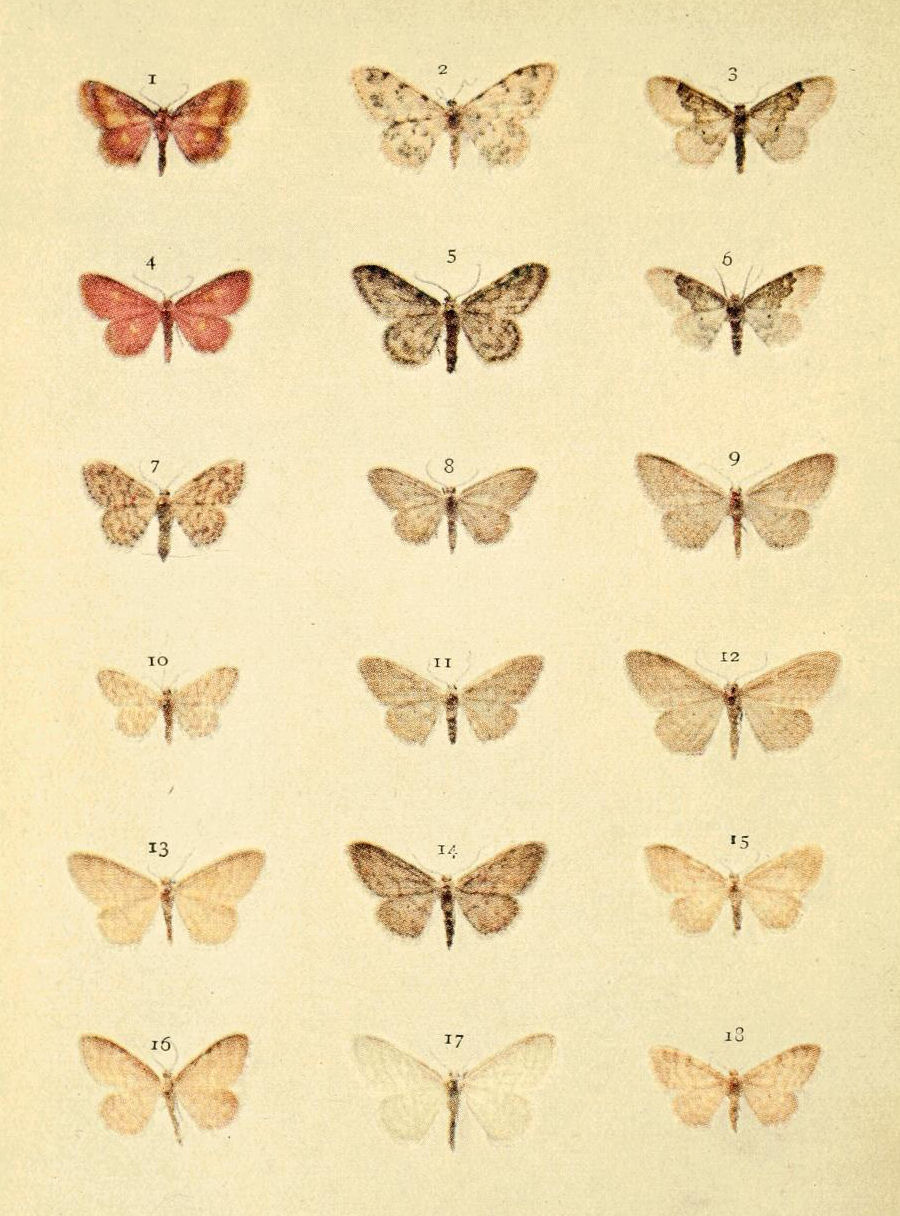